# José Nieto (Komponist)

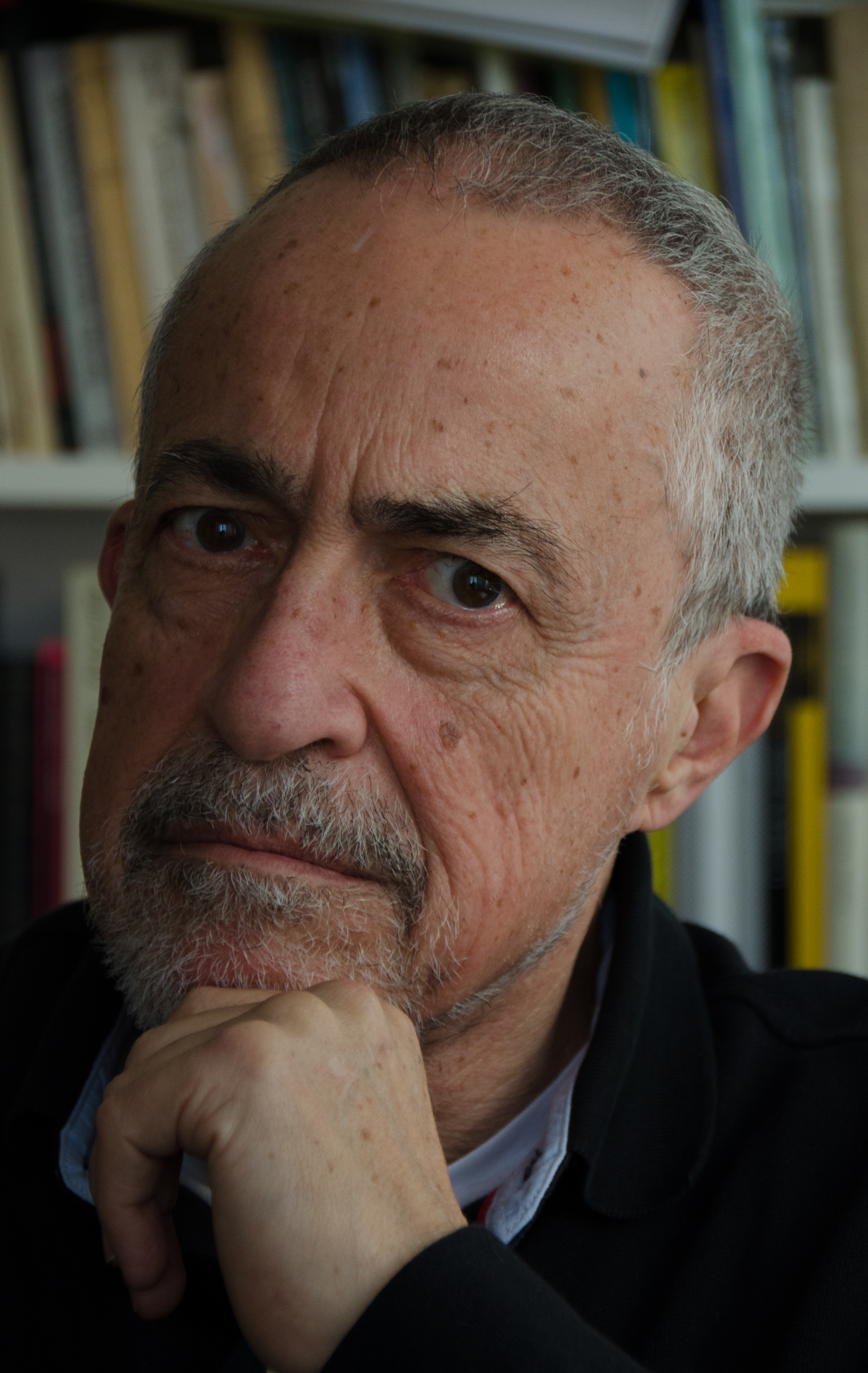
José Nieto (2016)

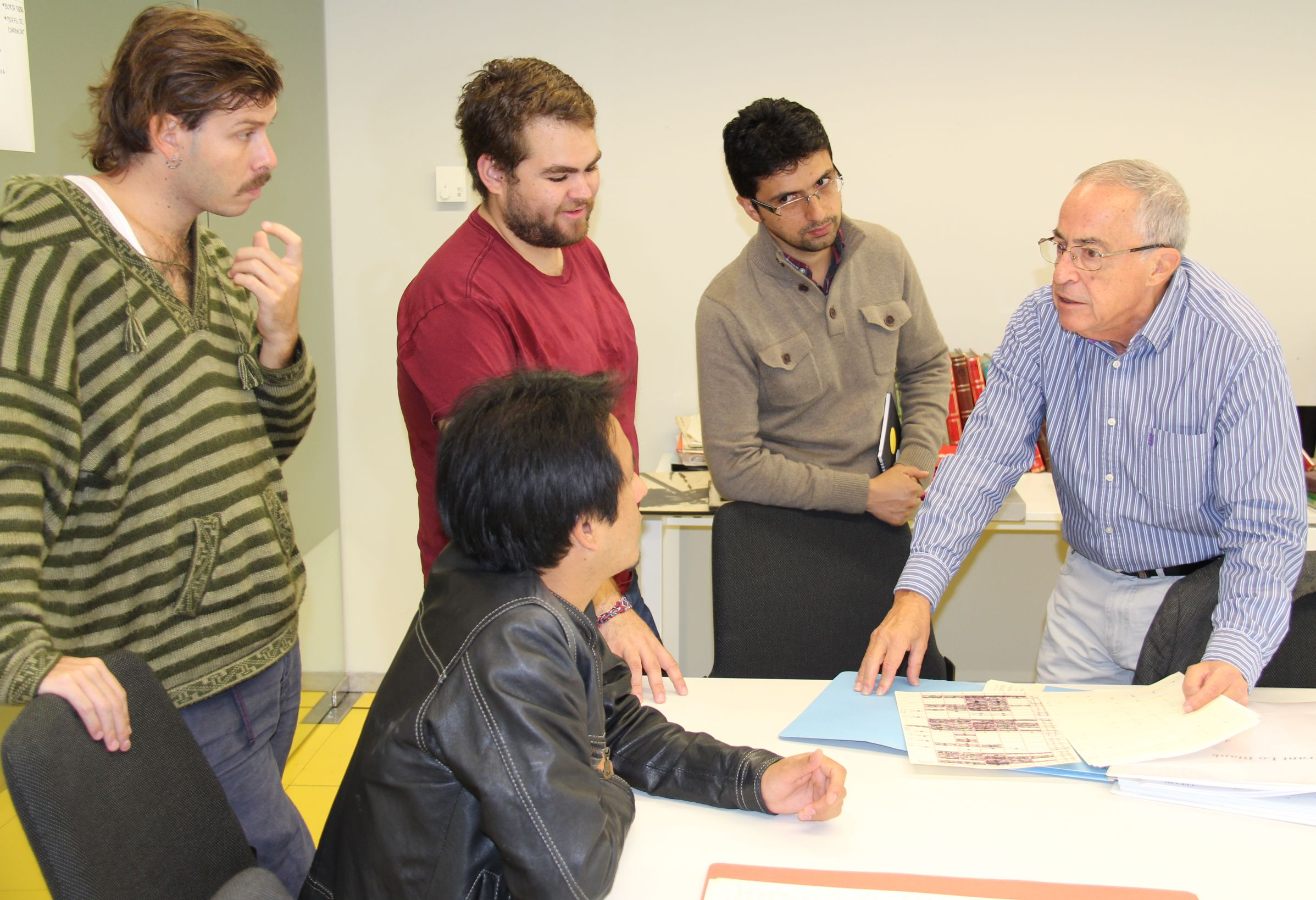
José Nieto (rechts) mit Studenten

José Nieto (* 1. März 1942 in Madrid) ist ein spanischer Komponist.

## Leben
Nieto begann 1962 professionell in Orchestern zu spielen. 1970 komponierte er seine erste Filmmusik für den Film La Lola, dicen que no vive sola. Bisher wurde Nieto mit sechs Goyas für die beste Komposition ausgezeichnet.

## Filmmusiken (Auswahl)
- 1971: Captain Apache (Captain Apache)
- 1974: Die Liebe des Schülers Juan (El amor del capitán Brando)
- 1975: B muß sterben (Hay que matar a B.)
- 1975: Der Veteran (Jo, papá)
- 1987: Wind und Sterne (Captain James Cook)
- 1991: Amantes – Die Liebenden (Amantes)
- 1992: Der Fechtmeister (El Maestro de Esgrima)
- 1994: Deine Zeit läuft ab, Killer (Días contados)
- 1994: Im Sog der Leidenschaft (La pasión turca)
- 1994: Deine Zeit läuft ab, Killer (Días contados)
- 1994: Teufel im Paradies (Desvío al paraíso)
- 1994: Von Liebe und Schatten (De amor y de sombras)
- 1995: Guantanamera (Guantanamera)
- 1995: Kreuzzüge – Pilger in Waffen (Crusades)
- 1996: Libertarias (A las barricadas)
- 1997: Eine Leidenschaft in der Wüste (Passion in the Desert)
- 1998: Der Blick des Anderen (La mirada del otro)
- 2006: Goyas Geister (Los fantasmas de Goya)
- 2008: Kreuzritter 8 – Der weiße Ritter (Tirante el Blanco)